# Pelodesis fulgens
Pelodesis fulgens är en fjärilsart som beskrevs av William Schaus 1912. Pelodesis fulgens ingår i släktet Pelodesis och familjen nattflyn. Inga underarter finns listade i Catalogue of Life.